# Phyllolyma marginicola
Phyllolyma marginicola är en insektsart som beskrevs av Taylor 1990. Phyllolyma marginicola ingår i släktet Phyllolyma och familjen rundbladloppor. Inga underarter finns listade i Catalogue of Life.